# Rasputin - Il demone nero
Rasputin - Il demone nero (Rasputin: Dark Servant of Destiny) è un film per la televisione del 1996 diretto da Uli Edel.
In Italia il film ha avuto una distribuzione in home video e sulle reti satellitari televisive.

## Trama
Grigorij Rasputin è un monaco russo che si è insediato alla corte dello zar Nicola II di Russia entrando nelle grazie della famiglia reale. Rasputin si reca a San Pietroburgo dopo aver affermato di aver visto avvenire parecchi miracoli e di aver avuto una visione della Vergine Maria. Durante quest'affermazione (che avviene in una chiesa durante una messa), i fedeli e il prete stesso gli credono e, grazie al suo incredibile fascino e capacità di persuasione quasi ipnotica, viene considerato quasi come un beato vivente.
Il suo spiccato magnetismo nel presentare le sue affermazioni gli vale un invito al Palazzo Reale al cospetto della Zarina Alessandra. Quest'ultima viene a sapere di lui dal prete dal quale si reca e lo fa chiamare perché potrebbe aiutare (con la sua presunta "unzione miracolosa") il figlio Aleksej che soffre di emofilia. Durante questa prima udienza al capezzale del bambino, Rasputin riesce a tranquillizzare il piccolo e a fargli sparire il gonfiore ed il dolore ad una gamba che lo costringeva a letto da parecchi mesi.
Il giorno dopo questo episodio, Aleksej si alza dal letto non presentando più i segni lividi che lo avevano costretto a star fermo. La Zarina si convince quindi che Rasputin è un messaggero di Dio e decide di affidare a lui la completa cura del piccolo anche se alcuni informatori dello Zar Nicola II le dicono in più di un'occasione che il monaco non è quel santo che sembra. Egli infatti passa la sua vita ad ubriacarsi e a passare da una donna di strada all'altra.
Questo attaccamento della Zarina verso Rasputin diventerà deleterio per il futuro della Russia nonostante lo Zar provi più volte ad allontanarlo dalla corte. Un gruppo di ultra-monarchici organizza una trappola per il monaco decidendo che l'unico modo per allontanarlo dalla corte è ucciderlo. Rasputin durante una serata in cui viene invitato a cena dal Principe Yusupov mangia dei dolci che erano stati precedentemente avvelenati con del cianuro ma con grande sorpresa del Principe il veleno non produce nessun effetto.
Questa reazione fa sì che, preso dal panico, il Principe e gli altri del gruppo monarchico gli sparino uccidendolo; poi gettano il suo corpo nelle acque gelide del fiume Moika.

## Analisi del film
La pellicola è una romanzata versione del rapporto tra Rasputin e la Zarina Alessandra. L'interpretazione vale ad Alan Rickman un Emmy e un Golden Globe come attore protagonista.